# 아카마스
아카마스(고대 그리스어: Ἀκάμ-ας)는 그리스 신화에 등장하는 몇몇 인물들의 이름이다. 다음에 나오는 세 명의 아카마스 모두 트로이 전쟁에 참여했는데 제일 처음 나오는 아카마스는 호메로스에 언급되지 않았다.
- 테세우스와 파이드라의 아들, 트로이 전쟁에서 그리스 군으로 가담. 나중에 트로이 목마 안에 들어갔다고 한다.[1]
- 에우소로스의 아들, 트레케 군을 이끌고 트로이 편에 가담하였음.[2] 텔라몬의 아들, 아이아스에게 죽임을 당함.[3]
- 안테노르의 아들, 형 아르켈로코스와 사촌 아이네이스와 함께 다르다니에인들을 이끌고 트로이 편에 가담함. 메리오네스에게 죽임을 당한 것으로 여겨지는데 확실하지 않음.[4] 다른 문헌에 따르면 그는 필록테테스에게 죽었다고 전함.[5]